# Felix Marie Alfons Boone
Felix Marie Alfons Boone (Gent, 8 maart 1821 – Gent, 31 december 1870) was een Vlaams journalist en auteur actief binnen de Vlaamse Beweging.
Boone begon zijn carrière als slotenmaker en letterzetter te Brussel en te Gent, maar is vooral bekend als hoofdredacteur van De broedermin (later De Stad Gent), een door Constant Leirens uitgegeven vrijzinnige, progressief-liberale krant – gelieerd aan de Société Huet – die Boone met zijn opmerkelijk antiklerikale vriend Napoleon Destanberg tot bloei bracht.
Boone was voorzitter van De Fonteine, ondervoorzitter van Maatschappij Willem Tell en stichtend lid van verschillende literaire verenigingen zoals het Vlaemsch Gezelschap en het Willemsfonds.
Als lid van volkstoneel Maatschappij De Melomanen (Rederijkerskamer Broedermin en Taelijver) bewerkte hij vele Gentse volksliedjes tot minder vulgaire liederen en koorzangen.
In de Reis- en huisbibliotheek publiceerde hij novellen zoals De schoone op het veldbal (1848) en Bergencruisen (1849).
Zijn eerste roman Mijn eerste blik in de wereld (1847) werd bekroond door het Vlaemsch Gezelschap evenals het historisch drama Zannequin (1848).
Voor het Willemsfonds vertaalde hij twee delen uit het werk van Emile de Laveleye.
Reeds op zijn dertigste was Boone in het Gentse een veelgevraagd redenaar en sociaal bewogen dichter met een bijzondere aandacht voor de rechten van de Vlaamse arbeiders. Een duidelijk beeld van zijn progressief liberale overtuiging krijgt men in De tooverdrank (1870).
Boone werd op 2 januari 1871 begraven op Campo Santo te Sint-Amandsberg waarbij zijn beste vriend, Napoleon Destanberg de grafrede verzorgde.